# Melanophthalma redunculata
Melanophthalma redunculata es una especie de coleóptero de la familia Latridiidae.

## Distribución geográfica
Habita en Chile.